# Jean-Vincent Bolgeni
Compléments
Après 1773 Bolgeni est connu pour ses écrits de controverse et polémique religieuse.
Jean-Vincent Bolgeni, né le 22 janvier 1733 à Bergame, Italie et décédé le 3 mai 1811 à Rome est un prêtre jésuite italien. Après la suppression de la Compagnie de Jésus (1773) il est surtout connu comme controversiste.

## Biographie
Né le 22 janvier 1733 à Bergame (alors dans la République de Venise), Jean-Vincent Bolgeni entre dans la Compagnie de Jésus le 31 octobre 1747. Il est enseignant en théologie et en philosophie à Macerata lorsque la Compagnie est supprimée par Clément XIV en 1773. le théologien se consacre à l'apologétique et devient de plus en plus controversiste. En reconnaissance de ses services pour la lutte contre le jansénisme (pourtant déjà condamné) et du joséphisme politico-religieux, et sa défense de l'Église catholique et de la place qu'y occupe le Pape, Pie IV le nomma théologien-pénitencier. Vigoureux adversaire du jansénisme Bolgeni s'attache à cataloguer les nombreuses erreurs de ce courant ascétique et théologique. Par ailleurs il combat avec la même énergie le joséphisme politico-religieux, très présent en Autriche. Les idées de la Révolution française ne lui plaisent pas non plus...
Bolgeni est également préfet de la bibliothèque du Collège romain. Il meurt à Rome le 3 mai 1811.

## Écrits
- Parmi ses écrits théologiques, le plus connu est certainement Della carità o amor di Dio (Rome, 1788) dans lequel il se lance dans une réfutation des thèses du dominicain Bernardo Maria De Rubeis sur la charité[1]. Sa propre position lui vaut les critiques de Teofilo Cristiani, auteur fictif de Lettera theologica-critica sull 'amor di Dio (1791), et d'un certain nombre d'anciens compagnons jésuites théologiens comme Mazzarelli (1790-1791), Regono (1791), Cortes (1790–93), Chantre y Herrera (1790–92) ou Gentilini (1803)[1].
- Schiarimenti in confermazione e difesa della sua dissertazione, Rome (1788) et Foligno (1790)
- Apologia dell' amor di Dio detto di concupiscenza, Foligno, 1792[1].
- En tant que théologien-pénitencier, il défend le probabilisme dans un ouvrage intitulé Il posesso, principio fondamental per decidere i casi morali[1]. La seconde partie de cet ouvrage, Dissertazione seconda fra le morali sopra gli atti umani fut publiée après sa mort, à Crémone (1816) et Orvieto (1853).
- Un traité sur l'usure, publié sous son nom après sa mort[1] n'est sans doute pas de sa plume.